# Johan Adolph Bornemann
Johan Adolph Bornemann (født 5. maj 1643 i København, død 8. marts 1698) var en dansk præst, søn af Philip Julius Bornemann.
1657 kom han som forældreløs i huset hos en slægtning i Viborg, men vendte 1659 tilbage til København. 1661 blev han student og tog 1665 teologisk eksamen.
1668 rejste han udenlands, studerede i Leiden og Oxford og besøgte siden Frankrig og Italien. 1672 opholdt han sig 4 måneder i Rom, hvor han studerede arkæologi på Via Appia i forening med sin landsmand, katoliken Christian Paynck.
1675 blev han rektor i Køge. 1676 opholdt han sig 2 måneder ved den danske lejr i Skåne, hvor han prædikede for Christian V, som samme år udnævnte ham til slotspræst i København.
1677 fulgte han kongen til Rygen og var med ham, da de på tilbagerejsen kom i havsnød og nær havde lidt skibbrud. 1677-81 holdt han efter aftale med kongen hver søndag eftermiddagsgudstjeneste med dansk prædiken på slottet, indtil denne afløstes af tysk prædiken.
1678 tilsagdes ham Magdalene Worm, yngste datter af Ole Worm, men hun døde før brylluppet. 1683 udnævntes han til præst ved Frue Kirke og provst over Sokkelund Herred og ægtede samme år Else Cathrine Bartholin, yngste datter af professor Thomas Bartholin.